# Edward Clark (architecte)
Pour les articles homonymes, voir Edward Clark et Clark.
Edward Clark (15 août 1822 - 6 janvier 1902) est un architecte américain qui dirigea et acheva les travaux d'agrandissements du Capitole des États-Unis de 1865 à 1902.
Clark a été désigné comme architecte du Capitole par le président Andrew Johnson à la suite de la démission de son prédécesseur et mentor Thomas U. Walter le 30 août 1865, et achève le projet d'extension du Capitole en 1868. Clark a apporté de nombreuses améliorations techniques au Capitole, notamment l'électricité, la machine à vapeur ainsi que des ascenseurs.
Edward Clark meurt le 6 janvier 1902.